# CA-512
La CA-512 es una carretera autonómica de Cantabria perteneciente a la Red Local y que sirve de acceso a la población de Angostina.

## Nomenclatura

Indicador

Su nombre está formado por las iniciales CA, que indica que es una carretera autonómica de Cantabria, y el dígito 512 es el número que recibe según el orden de nomenclaturas de las carreteras de la comunidad autónoma. La centena 5 indica que se encuentra situada en el sector comprendido entre la carretera nacional N-634 al norte, el límite provincial al este y sur, y la carretera nacional N-629 al oeste.

## Historia
Su denominación anterior era SV-5102, si bien su recorrido era mayor, con una longitud total de 2,4 km, ya que cruzaba el arroyo Remendón, el barrio de Carazón hasta retomar la carretera CA-151 al pasar el puente Maypico sobre el Río Agüera.

## Trazado actual
Tiene su origen en la intersección con la CA-511 situada en el núcleo de El Puente y su final en Angostina, ambas localidades situadas en el término municipal de Guriezo, municipio por el que discurre la totalidad de su recorrido de 1,2 kilómetros.
Su inicio se sitúa a una altitud de 23 m s. n. m. y el fin de la vía está situada a 59 m s. n. m. pasando por un punto alto intermedio a la cota de 77 m s. n. m., situado frente a la Iglesia de San Sebastián, de Landeral.
La carretera tiene dos carriles, uno para cada sentido de circulación, y una anchura total de 5,7 metros sin arcenes.

## Actuaciones
El IV Plan de Carreteras contempla la ampliación de sección de la carretera a 6,0 metros sin arcenes.

## Transportes
No hay líneas de transporte público que recorran la carretera CA-512.

## Recorrido y puntos de interés
En este apartado se aporta la información sobre cada una de las intersecciones de la CA-512 así como otras informaciones de interés.
| Esquema          | PK  | Sentido Angostina (creciente) | Sentido Angostina (creciente) | Sentido Angostina (creciente)                          | Sentido Angostina (creciente)                          | Sentido CA-511 (decreciente)                           | Sentido CA-511 (decreciente)                           | Sentido CA-511 (decreciente) | Sentido CA-511 (decreciente) | Incidencias |
| Esquema          | PK  | Velocidad                     | Elemento                      | Salida                                                 | Salida                                                 | Salida                                                 | Salida                                                 | Elemento                     | Velocidad                    | Incidencias |
| Esquema          | PK  | Velocidad                     | Elemento                      | Dir.                                                   | Nombre                                                 | Nombre                                                 | Dir.                                                   | Elemento                     | Velocidad                    | Incidencias |
| ---------------- | --- | ----------------------------- | ----------------------------- | ------------------------------------------------------ | ------------------------------------------------------ | ------------------------------------------------------ | ------------------------------------------------------ | ---------------------------- | ---------------------------- | ----------- |
|                  | 0,0 |                               |                               |                                                        | CA-512 ANGOSTINA                                       | CA-511 ADINO                                           |                                                        |                              |                              |             |
| CA-511 EL PUENTE | 0,0 |                               |                               |                                                        | CA-512 ANGOSTINA                                       |                                                        |                                                        |                              |                              |             |
|                  | 0,5 |                               |                               | Iglesia de San Sebastián                               | Iglesia de San Sebastián                               | Iglesia de San Sebastián                               | Iglesia de San Sebastián                               |                              |                              |             |
|                  | 0,5 |                               |                               |                                                        | LANDERAL                                               | LANDERAL                                               |                                                        |                              |                              |             |
|                  | 1,2 |                               |                               | ANGOSTINA                                              | ANGOSTINA                                              | ANGOSTINA                                              | ANGOSTINA                                              |                              |                              |             |
|                  | 1,2 |                               |                               | Final de la carretera en el núcleo urbano de Angostina | Final de la carretera en el núcleo urbano de Angostina | Final de la carretera en el núcleo urbano de Angostina | Final de la carretera en el núcleo urbano de Angostina |                              |                              |             |